# 郭雪湖
郭雪湖（1908年4月10日—2012年1月23日），本名郭金火，出生於日治台灣臺北廳大稻埕番仔溝（今臺北市大同區），日治時期臺灣畫家，是台灣近代最具代表性及影響力的畫家之一，也是台灣膠彩畫的先鋒，曾與陳進、林玉山並列為「臺展三少年」，也是台灣戰後時期籌組台灣省全省美術展覽會的主要發起及創始者之一。

## 生平
1908年，郭雪湖生於日治台灣臺北廳大稻埕番仔溝（今臺北市大同區），二歲時父親死亡，母親陳氏獨立撫養長大，1917年進入大稻埕第二公學校（今臺北市日新國小）就讀，:170被導師陳英聲發現具有繪畫方面的才華，而開始指導他學習藝術。1923年公學校畢業後，郭雪湖到臺北州立台北工業學校（今國立臺北科技大學）就讀土木科，後來發現與志趣不合，就讀一年後退學，在家自修繪畫。郭雪湖是一位勤跑圖書館及自學成功的畫家，他曾說：「我的繪畫求精，不求多。」
1925年，當時十六歲的他，由母親帶引至蔡雪溪之「雪溪畫館」門下學畫習藝。蔡雪溪多才多藝，是當時有名的職業畫師。「雪湖」之名即為蔡雪溪所命。他教導郭雪湖描繪觀音、帝君等神像及裱褙的技藝，開啟了郭雪湖走向藝術之路的大門。:18
1927年，第一屆台灣美術展覽會舉辦，郭雪湖、陳進、林玉山入選為東洋畫部的三位臺灣人畫家，因而有了「臺展三少年」之稱，一時聲名大噪，當時郭雪湖入選的作品為《松壑飛泉》。:170
郭雪湖欣賞鄉原古統的作品，後來相識並建立了亦師亦友的關係。鄉原曾力勸郭雪湖要做一位職業畫家，郭雪湖也記取此話，一生獻身藝術。:21-22

### 推展臺灣美術運動
郭雪湖曾創辦全臺第一所經由教育局正式立案通過的「雪湖美術教室」，培育兒童繪畫創作。此外，郭雪湖曾加入東洋畫會「栴檀社」:138-139、「麗光會」以及東、西洋繪畫兼容的「六硯會」。:171
「臺陽美術展覽會」（即「臺陽美展」）成立後，曾擔任多年東洋畫部評委。二戰後初期，受聘為長官公署諮議，與楊三郎等人籌組「臺灣省全省美術展覽會」，此外也擔任「臺灣全省學生美術展覽會」審查委員及「臺灣全省教員美術展覽會」顧問等。1964年郭雪湖赴日研究考察，期間亦演變個人創作，也曾赴泰國、菲律賓、印度、中國大陸、美國完成多項大作並多次參與海外展覽。:171
1978年，郭雪湖與妻子林阿琴定居美國加利福尼亞州舊金山的里奇蒙區。:1712007年，郭雪湖以九十九歲高齡獲得第二十七屆行政院文化獎。2008年，國立歷史博物館與國立臺灣美術館皆分別舉辦了「郭雪湖百歲回顧展」:171，展出郭雪湖的重要作品。2010年，台灣創價學會至善藝文中心策畫「台展三少年──陳進．林玉山．郭雪湖」展。
2012年1月23日，郭雪湖於美國加利福尼亞州舊金山的家中過世，得年103歲。

### 家庭
其夫人林阿琴亦為畫家，曾為鄉原古統的學生，畢生支持並成就郭雪湖創作。:3-6其子女在藝術教育及文學領域各有成就及影響；其長子郭松棻為文學家，長女郭禎祥深耕國內外藝術教育，三女香美、次男松年均擅長畫藝。

## 作品
- 〈松壑飛泉〉　1927　紙‧水墨　162 x 70 公分
- 〈圓山附近〉　1928　絹‧膠彩　91 x 182公分
- 〈南街殷賑〉（大稻埕）　1930　絹‧膠彩　134 x 195 公分[12]
- 〈萊園春色〉（霧峰）　1939　紙‧膠彩　223 x 149 公分
- 〈塔山煙雲〉（阿里山）　1956　紙‧膠彩　73.5 x 96 公分
- 〈燈台濤聲〉（日本千葉縣犬吠崎）　1960　紙‧膠彩　54 x 70 公分
- 〈峽谷溪聲〉（太魯閣）　1978　紙‧膠彩　51 x 45 公分
- 〈群山煙雲〉（優勝美地）　1981　紙‧水墨　63 x 72 公分
- 〈古都秋月〉（台南）　1982　絹‧膠彩　60.5 x 72 公分
- 〈霜朝〉（舊金山）　1982　紙‧膠彩　45 x 53 公分
- 〈雪村〉（匹茲堡）　1986　紙‧膠紙　64 x 78 公分
- 〈漓江月夜〉　2002　紙‧水墨　44.5 x 50 公分

## 延伸閱讀
- 廖瑾瑗. . 臺北: 雄獅美術. 2001-12-20. ISBN 9574740315.
- 詹前裕研究主持。2003。《郭雪湖繪畫藝術研究專輯》。臺中：國立臺灣美術館。
- 謝里法。1979。〈四十歲以前的郭雪湖及其藝術：新美術運動裡的「臺灣畫派」〉。
- 林柏亭。1993。《郭雪湖》。「臺灣美術全集」9。臺北：藝術家。
- 國立歷史博物館。2020。《臺灣美術史辭典1.0》。臺北：藝術家。

## 外部連結
- 郭雪湖基金會 （页面存档备份，存于）
- 詹前裕. . 行政院文化建設委員會.   [2012-01-27]. （原始内容存档于2016-03-07） （中文（繁體））.
- . 台北：國立歷史博物館.   [2012-01-27]. （原始内容存档于2016-03-05） （中文（繁體））.
- 聲動美術館:郭雪湖《南街殷賑》 （页面存档备份，存于）